# 玛丽·勒内
玛丽·勒内（法語：Marie Le Net，2000年1月25日—），法国女子自行车运动员，2020年世界场地自行车锦标赛女子麦迪逊赛银牌得主、2021年世界场地自行车锦标赛女子麦迪逊赛银牌得主、2023年世界场地自行车锦标赛女子团体追逐赛铜牌得主。